# 高彩色
高彩色（英語：High color，Windows用户称为增强色）图像是一种用兩个字节描述像素的计算机图像存储方式。
依像素點的RGB值所使用的位元數，又分成15-bit(5:5:5)模式，與16-bit(5:6:5)模式。